# Bahnstrecke Mšeno–Dolní Cetno
| Kursbuchstrecke (SŽ): | 076                  |                                                     |                                                     |
| Streckenlänge: | 14,591 km            |                                                     |                                                     |
| Spurweite: | 1435 mm (Normalspur) |                                                     |                                                     |
| Streckengeschwindigkeit: | 50 km/h              |                                                     |                                                     |
| |                      |                                                     |                                                     |
| \| \| \| von Mělník (vorm. LB Melnik–Mscheno) \| \| \| \| 0,000 \| Mšeno \| 355 m \| \| \| \| Hlovec-Brücke \| \| \| \| 2,310 \| Skramouš \| 305 m \| \| \| 4,408 \| Vrátno \| 325 m \| \| \| 7,435 \| Trnová \| 285 m \| \| \| 9,466 \| Sudoměř u Mladé Boleslavi \| 245 m \| \| \| 10,488 \| Skalsko früher Sudoměř-Skalsko (ab 1905) \| 240 m \| \| \| \| nach Stará Paka (vorm. LB Sudoměř-Skalsko–Alt Paka) \| \| \| \| 11,79 \| Skalsko bis 1905 \| Skalsko bis 1905 \| \| \| 13,27 \| Kováň \| Kováň \| \| \| 14,59 \| Dolní Cetno \| Dolní Cetno \| \| \| \| nach Chotětov \| \| |                      |                                                     |                                                     |
| Strecke |                      | von Mělník (vorm. LB Melnik–Mscheno)                | von Mělník (vorm. LB Melnik–Mscheno)                |
| Bahnhof | 0,000                | Mšeno                                               | 355 m                                               |
| Brücke |                      | Hlovec-Brücke                                       | Hlovec-Brücke                                       |
| Haltepunkt / Haltestelle | 2,310                | Skramouš                                            | 305 m                                               |
| Haltepunkt / Haltestelle | 4,408                | Vrátno                                              | 325 m                                               |
| Haltepunkt / Haltestelle | 7,435                | Trnová                                              | 285 m                                               |
| Haltepunkt / Haltestelle | 9,466                | Sudoměř u Mladé Boleslavi                           | 245 m                                               |
| Bahnhof | 10,488               | Skalsko früher Sudoměř-Skalsko (ab 1905)            | 240 m                                               |
| Abzweig ehemals geradeaus und nach links |                      | nach Stará Paka (vorm. LB Sudoměř-Skalsko–Alt Paka) | nach Stará Paka (vorm. LB Sudoměř-Skalsko–Alt Paka) |
| Bahnhof (Strecke außer Betrieb) | 11,79                | Skalsko bis 1905                                    | Skalsko bis 1905                                    |
| Haltepunkt / Haltestelle (Strecke außer Betrieb) | 13,27                | Kováň                                               | Kováň                                               |
| Bahnhof (Strecke außer Betrieb) | 14,59                | Dolní Cetno                                         | Dolní Cetno                                         |
| Strecke (außer Betrieb) |                      | nach Chotětov                                       | nach Chotětov                                       |

Die Bahnstrecke Mšeno–Dolní Cetno ist eine regionale Eisenbahnverbindung in Tschechien, die ursprünglich als staatlich garantierte Lokalbahn Mscheno–Unter Cetno (tschech.: Místní dráha Mšeno–Dolní Cetno) erbaut und betrieben worden ist. Die Strecke schließt in Mšeno an die Bahnstrecke Mělník–Mšeno an und führt über Skalsko nach Dolní Cetno in Mittelböhmen. In Betrieb ist heute nur noch der Abschnitt Mšeno–Skalsko als Teil der Verbindung Mělník–Mladá Boleslav–Stará Paka.

## Geschichte
Die Konzession für die Lokalbahn Mšeno–Unter Cetno wurde am 16. April 1896 ausgestellt. Das Aktienkapital der Gesellschaft betrug insgesamt 502.400 Kronen in 2242 Stammaktien zu je 200 Kronen und 270 Prioritätsaktien zu je 200 Kronen.
Eröffnet wurde die 15 km lange Strecke am 4. Dezember 1897.

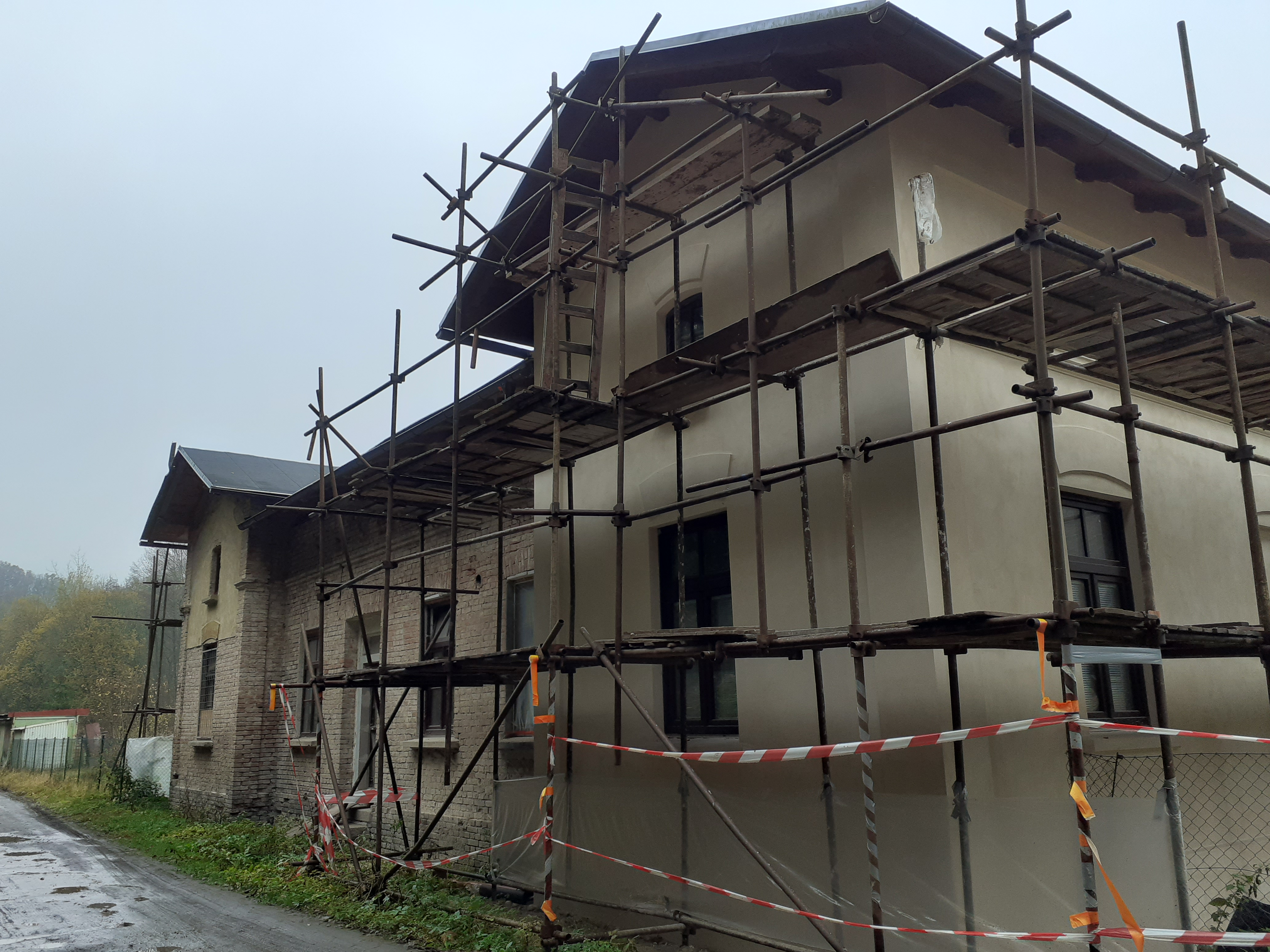
Bahnhof Dolní Cetno (2020)

Den Betrieb führte die Böhmische Nordbahn (BNB) im Auftrag der Lokalbahn Mscheno–Unter Cetno. Nach deren Verstaatlichung ging die Betriebsführung 1907 an die k.k. österreichischen Staatsbahnen (kkStB) über. Nach dem Ersten Weltkrieg wurde die Betriebsführung an die neu gegründeten Tschechoslowakischen Staatsbahnen (ČSD) übertragen.
Am 1. Januar 1925 wurden die Lokalbahn Mscheno–Unter Cetno per Gesetz verstaatlicht und die Strecke ins Netz der ČSD integriert.
Die ČSD betrieb die Verbindung noch bis 1970. Am 31. Mai 1970 wurde der Reisezugverkehr zwischen Skalsko und Dolní Cetno und weiter nach Chotětov eingestellt. Am 1. Februar 1974 wurde dieser Abschnitt endgültig stillgelegt. Zwischen Mšeno und Skalsko ist die Strecke als Teil Verbindung zwischen Mladá Boleslav und Mělník nach wie vor in Betrieb.
Ab 1. November 2018 soll der noch betriebene Streckenabschnitt zwischen Mšeno und Skalsko umfassend instand gesetzt werden. Nach Abschluss der Bauarbeiten ist ein regelmäßiger Zweistundentakt im Reiseverkehr vorgesehen. Sowohl in Mlada Boleslav als auch in Mělník werden dann die Anschlüsse aus und in alle Richtungen erreicht werden können.

## Fahrzeugeinsatz
Auf Rechnung der Lokalbahn Mscheno–Unter Cetno beschaffte die BNB 1903 eine Lokomotive der späteren kkStB-Reihe 362 (ČSD 320.1).